# Марія Генрієтта Австрійська
Марія Генрієтта Анна Австрійська (нім. Marie Henriette Anne von Österreich, також Марія Генрієтта Габсбург-Лотаринзька, нім. Marie Henriette von Habsburg-Lothringen; 23 серпня 1836 — 19 вересня 1902) — ерцгерцогиня Австрійська з династії Габсбургів, принцеса Угорщини та Богемії, донька палатина Угорщини Йозефа Антона Австрійського та вюртемберзької принцеси Марії Доротеї, дружина короля Бельгії Леопольда II.

## Біографія

### Молоді роки
Марія Генрієтта народилася 23 серпня 1836 року у Пешті. Вона була п'ятою, наймолодшою, дитиною та третьою донькою в родині палатина Угорщини Йозефа Антона Австрійського та його третьої дружини Марії Доротеї Вюртемберзької. Дівчинка мала старшу сестру Єлизавету та братів Йозефа Карла й Александра, який пішов з життя наступного року. Ще одна сестра, Франциска, померла до її народження.
Шлюб батьків, не зважаючи на різне віросповідання, був щасливим. Мешкала родина у замку Буди, літньою резиденцією був палац Альчуті.
Батько помер, коли Марії Генрієтті було 10. Австрійський двір наполіг, щоб мати від'їхала з Угорщини, залишивши дітей.
Юну ерцгерцогиню обрав як наречену для свого сина король Бельгії Леопольд I. Їхній союз мав закріпити становище нової династії та країни загалом, убезпечивши її від французької агресії. Оскільки, бельгійський король сповідував лютеранство, він прагнув налагодити якомога тісніші зв'язки із католицькими династіями. Франція і особисто Наполеон III виступали проти цього шлюбу, побоюючись посилення впливу Австрії.

Марію Генрієтту описували як живу, енергійну та доброзичливу дівчину, яка вміла схиляти до себе серця людей. Вона цікавилася музикою, живописом, садівництвом і була невтомною наїзницею. За свою красу ерцгерцогиня отримала прізвисько «Роза Брабанта». Гостра на язик, Пауліна Меттерніх, писала що це буде шлюб між «конюхом та черницею. І в ролі черниці — герцог Брабантський». Ерцгерцогиня не хотіла брати шлюб із кронпринцем і погодилася лише під тиском сім'ї. Це наклало відбиток на все їхнє подружнє життя, яке відзначалося холодністю та відсутністю емоціонального зв'язку.

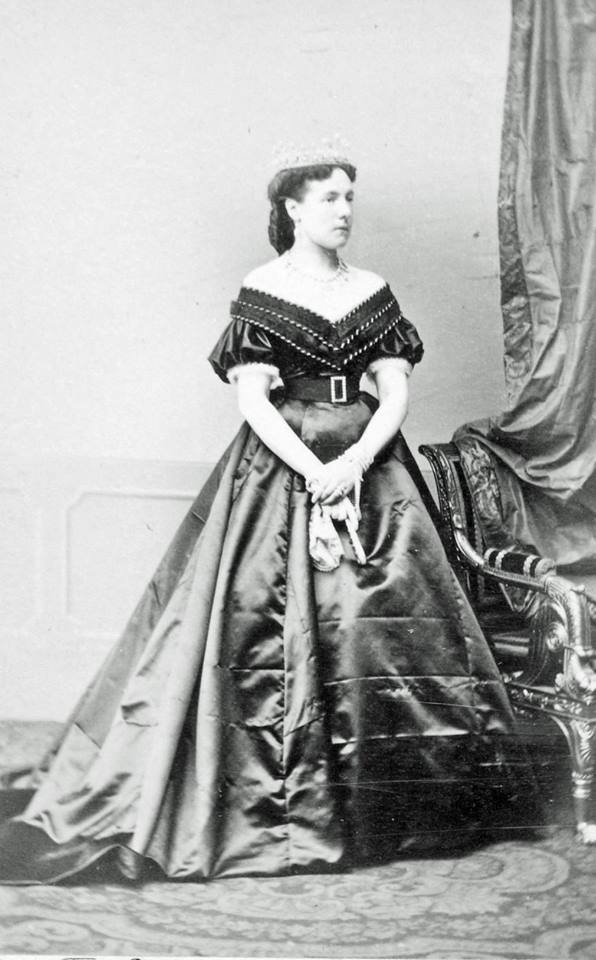
Марія Генрієтта, 1867

Шлюб за домовленістю між ерцгерцогинею Марією Генрієттою та герцогом Брабантським Леопольдом був укладений 10 серпня 1853 року у Шенбрунні. 20 серпня Марія Генрієтта прибула до Бельгії. Вінчання відбулось у Катедральному соборі Брюсселю у переддень сімнадцятиріччя нареченої. Церемонію провів архієпископ Малинський Енгельберт Стеркс.

Вже за кілька тижнів після весілля Марія Генрієтта писала в листі:
 …Я нещасна жінка. Бог є моєю єдиною опорою. Моя бідна мати починає розуміти, що вона зробила, коли влаштувала мій шлюб. Вона шукала для мене щастя, а тепер бачить протилежне. Якщо Бог почує мою молитву, я не буду жити далі…
Після весілля стан здоров'я кронпринца погіршився, і у весільну подорож молодята вирушили лише у листопаді 1854. Вони подорожували Єгиптом під іменами віконта та віконтесси д'Арденн. Прагматична необхідність мати спадкоємця трону у перші роки шлюбного життя поєднала їх. У пари народилося четверо дітей. Дітей Марія Генрієтта виховувала суворо, намагаючись привчати до труднощів життя.

### Королева Бельгії
У 1865 році помер Леопольд I. Королем та королевою Бельгії стали Леопольд II та Марія Генрієтта. Резиденцією подружжя став Лакенський палац, який Леопольд II розширив та переобладнав.

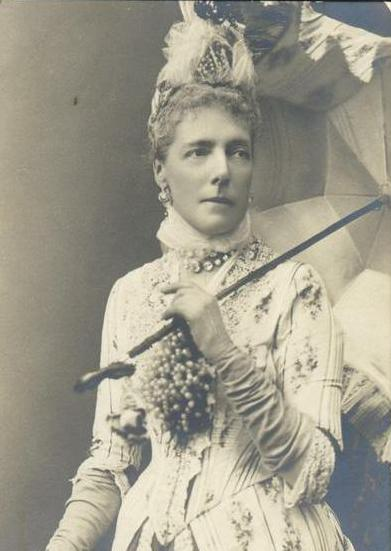
Марія Генрієтта близько 1875 року

Коронувати дружину Леопольд відмовився. Політичного впливу Марія Генрієтта не мала і виконувала тільки представницькі обов'язки. Пара мала дуже різні характери, і Марія Генрієтта відокремилася від турбот та інтересів свого чоловіка, більшу частину часу проживаючи окремо. Тим не менш, вона щиро співчувала його сестрі Шарлотті, яка вернулася із Мексики, і забезпечила її звільнення з Мірамару та повернення на батьківщину. У 1869 році після смерті від пневмонії їхнього єдиного сина подружнє життя практично зійшло нанівець. У 1872 році народилась їхня остання дитина, однак нею виявився не очікуваний спадкоємець, а ще одна дівчинка. Для короля це стало ще одним розчаруванням. У серпні 1878 року з великою помпою святкувалось срібне весілля подружжя, однак це не змінило відчуження між ними.
До великого незадоволення чоловіка Марія Генрієтта продовжувала розводити своїх угорських коней. Окрім них, вона полюбляла собак та птахів, особливо папуг-ара. Їхні приміщення вона прикрашала квітковими гірляндами. Тим не менш вона була відомою і як дуже релігійна жінка. Багато часу королева приділяла благодійним проектам. Під час франко-прусської війни 1870-71 років допомагала пораненим, яких доправляли залізницею до Бельгії. Покровительствувала музикантам, художникам, цікавилась театральним життям. Була шанувальницею Ріхарда Вагнера, сама вміла грати на арфі на фортепіано. Маючи певний хист до живопису, малювала акварелі.
У 1893 році папа Римський Лев XIII винагородив її милосердя та велике благочестя Золотою трояндою чесноти.

### Життя в Спа
У 1895 році Марія Генрієтта залишила двір і оселилася в курортному містечку Спа. Вперше вона побувала там невдовзі після весілля та пообіцяла мерові повернутися на більш тривалий термін. У 1894 році вона довго обирала собі помешкання, передивившися багато варіантів, та зупинилася на готелі дю Меді. Цілий рік йшло його переобладнання згідно смаку королеви, і, нарешті, 15 липня 1895 вона офіційно перебралася до нової резиденції. Порівняно із Лакенським палацем, будівля була набагато скромнішою, однак Марія Генрієтта, прикрасивши його за своїм бажанням, провела в ній решту життя. Вона почувала себе там мирно і спокійно, воскресивши щасливу обстановку свого дитинства. У своїх спогадах вона писала, що
У певні моменти життя, ізоляція є найбільшим щастям.
Згідно заповіту, вілла згодом перейшла до її секретаря та близького друга Августа Ґоффіне. Король регулярно навідував дружину, ймовірно, через почуття обов'язку, однак ніколи не залишався надовго.

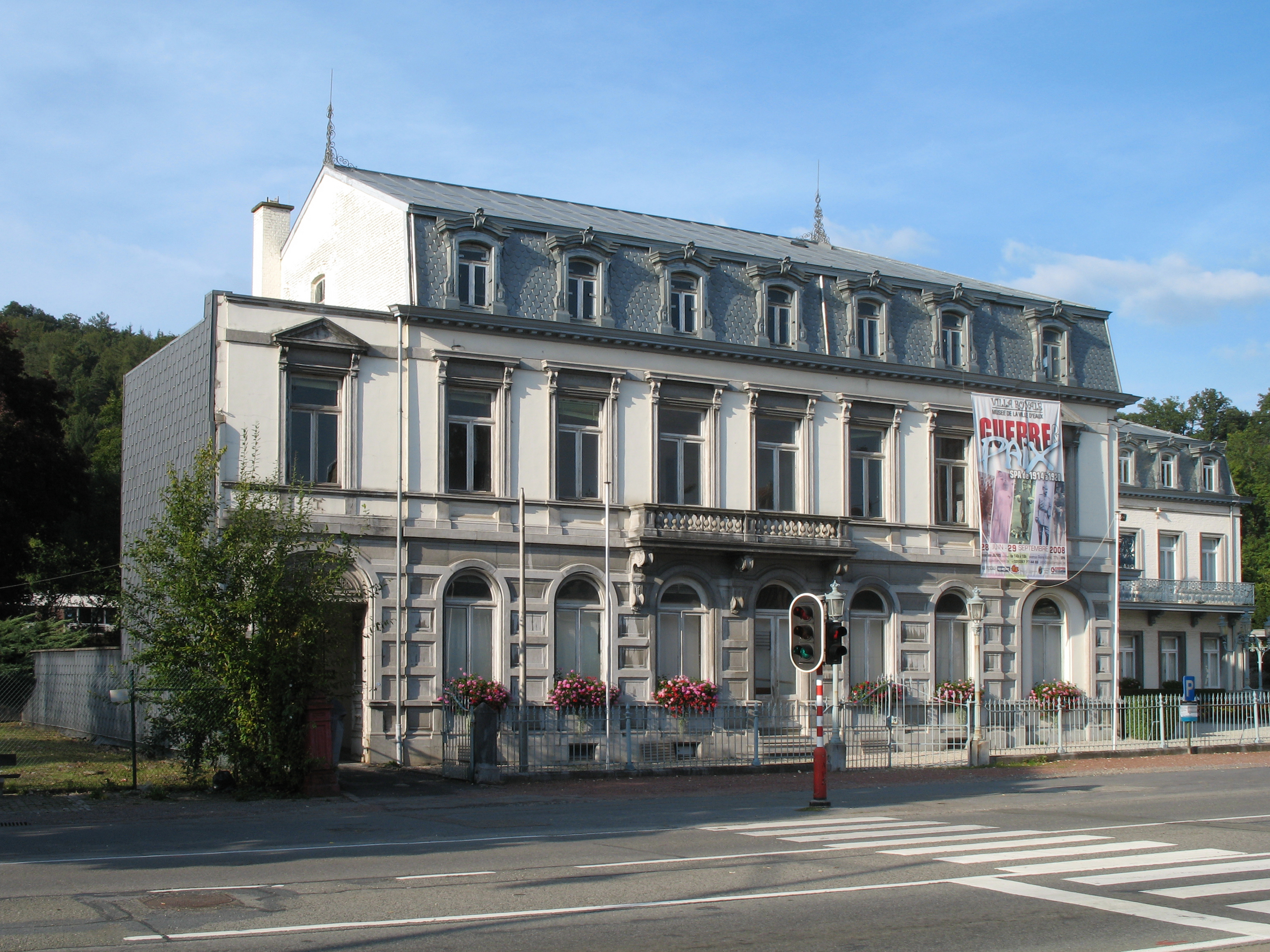
Котедж Марії Генрієтти в Спа

Марія Генрієтта брала активну участь у суспільному житті міста, очолювала як культурні, так і спортивні заходи. Підтримувала тісну дружбу з місцевим дворянством, як правило, запрошуючи їх на чаювання. Інколи королева пропонувала їм приєднатися до неї в грі в крокет, що було одним з найулюбленіших її занять. В останні роки життя вона продовжувала грати в крокет навіть в інвалідному візку.
За останні три роки свого життя Марія Генрієтта лише раз навідалася до Брюсселю, де була присутньою на весіллі кронпринца Альберта з Єлизаветою Баварською.
Королева померла на самоті у своєму котеджі в Спа 19 вересня 1902 року від серцевої недостатності, яку спричинив тяжкий напад астми. Похована в королівській усипальниці у крипті Нотр-Дам-де-Лакен.

## Нагороди
- Орден Зіркового хреста 1-го класу (Австро-Угорщина)
- Орден Луїзи (Королівство Пруссія)
- Орден Святого Михайла (Баварія)
- Орден Леопольда I, великий хрест (Бельгія)
- Орден Королеви Марії Луїзи (Іспанія; 6 квітня 1863)
- Орден Святого Карлоса, великий хрест (Мексиканська імперія; 10 квітня 1865)
- Хрест «За заслуги» для жінок та дівчат (Прусське королівство; 1871)
- Орден Сидонії (Саксонське королівство; 1871)
- Орден Афтаб 1-го класу (Каджарський Іран; 17 червня 1873)
- Королівський орден Вікторії та Альберта 1-го класу (Британська імперія; 1878)
- Золота троянда (Ватикан; 1893) — подарунок Папи Лева XIII.

## Титулування
- 23 серпня 1836—22 серпня 1853 — Її Імператорська та Королівська Високість Ерцгерцогиня Марія Генрієтта Австрійська;
- 22 серпня 1853—17 грудня 1865 — Її Імператорська та Королівська Високість Герцогиня Брабантська;
- 17 грудня 1865—19 вересня 1902 — Її Величність Королева Бельгійців.

## Родина
Чоловік — Леопольд II (король Бельгії)
Діти:
- Луїза (1858—1924) — дружина принца Філіпа Саксен-Кобург-Готського, мала двох дітей;
- Леопольд (1859—1869) — герцог Брабантський, прожив 9 років;
- Стефанія (1864—1945) — дружина кронпринца Австро-Угорської імперії Рудольфа, згодом — угорського графа Елемера Лоньяя, мала єдину доньку від першого шлюбу;
- Клементина (1872—1955) — дружина претендента на французький трон Наполеона Віктора Бонапарта, мала двох дітей.